# Diana Harkusha
Diana Harkusha (em ucraniano: Діана Гаркуша, Cracóvia, 5 de julho de 1994) é uma modelo ucraniana, participante do Miss Ucrânia 2014, onde conquistou o primeiro lugar. Representou a Ucrânia no Miss Universo 2014, obtendo o terceiro lugar no concurso.

## Vida pessoal
Desde 2011, Diana Harkusha frequenta a Yaroslav, a Academia de Direito da Ucrânia, e trabalha como modelo em seu país. Antes de sua participação no Miss Ucrânia e, posteriormente, no Miss Universo 2014, ela ganhou muitos concursos, tais como o Miss Artek 2008, Etnokoroleva Slobozhanshchiny de 2011, Miss Cracóvia 2012 e Miss Internacional 2013
Diana Harkusha representou a Ucrânia no Miss Universo 2014, concurso onde se tornou a 2º vice-campeã do concurso, sendo a terceira vez que a Ucrânia chegou ao Top 5 do concurso.